# 국도 제186호선 (일본)

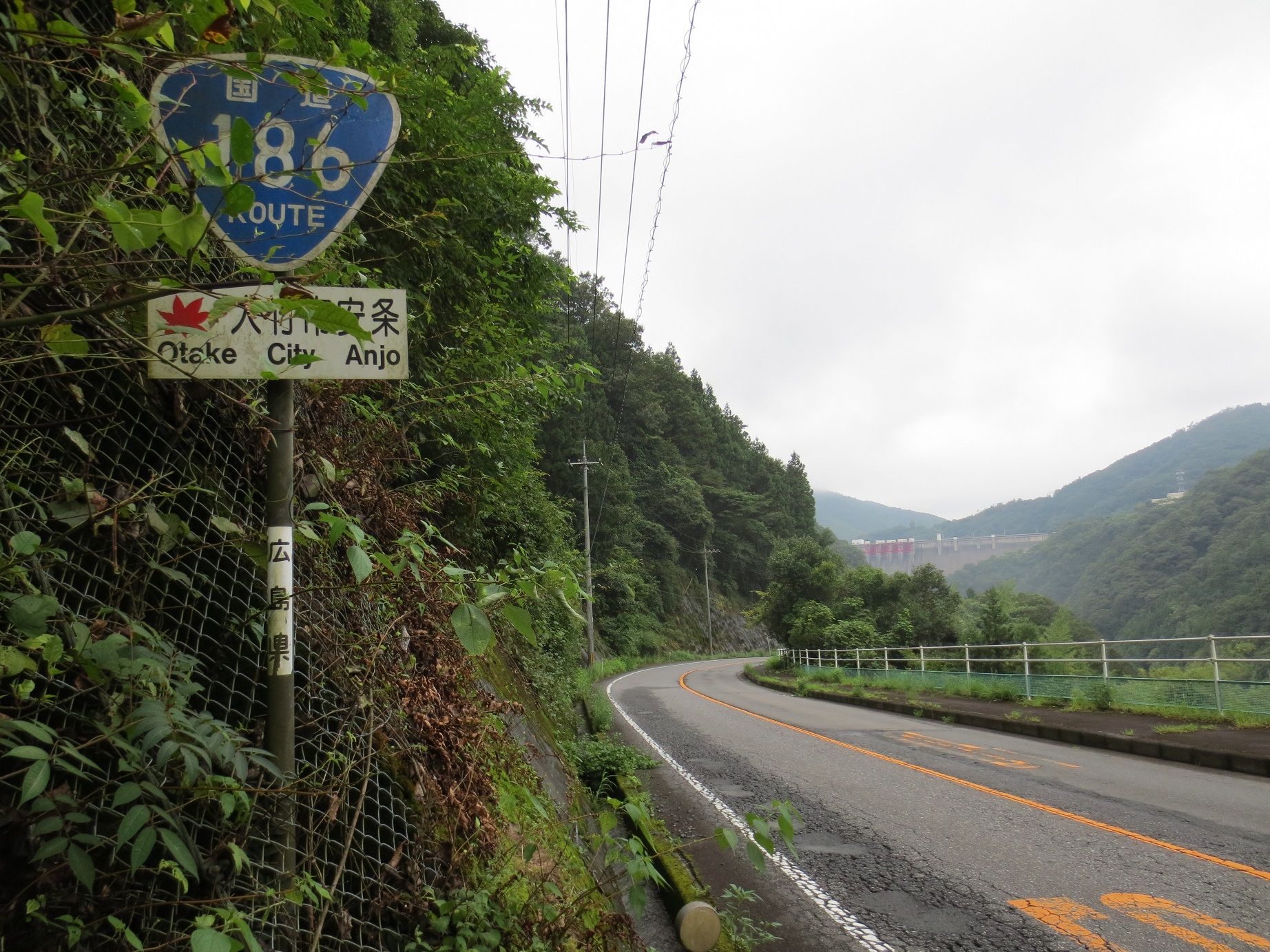
오타케시 안조 부근 (2013년 9월 촬영)
안쪽에 보이는 장소는 야사카 댐이다.

일본 186번 국도(일본어: 国道186号→국도 186호)는 시마네현 고쓰시와 히로시마현 오타케시를 이르는 일본의 일반 국도로, 총 연장은 134.1 km이다.

## 개요
주고쿠 지방을 남북으로 종단하는 인요 연락노선의 하나로 구성되어 있다. 옛 오아사정을 경유하고 있는 5번 시마네현도·히로시마현도의 하마다와 히로시마를 이어주는 간선도로를 위주로 전담되어 있으며, 하마다 자동차도의 개통을 계기로 위와 같은 구실도 못하고 있는 상태이다.

### 노선 정보
일반 국도의 노선을 지정하고 있는 정령에 의거한 기종점 및 경유지는 다음과 같다.
- 기점: 고쓰시 (와타즈초 교차로 = 9번 국도상)
- 종점: 오타케시 (미도리바시히가시 교차로 = 2번 국도와의 교점 및 433번 국도(일본어판)의 기점)
- 중요한 경과지: 하마다시, 히로시마현 야마가타군 가케정[A], 동군 도고치정[B], 동현 사에키군(일본어판) 요시와촌[C], 동군 사이키정[D]
- 총 연장: 134.1 km[E]
- 중용 연장: 0.0 km[F]
- 미공용 연장: 없음
- 실제 연장: 134.1 km[G]
- 현도: 132.4 km[H]
- 구도: 없음
- 신도: 1.7 km[I]
- 지정 구간: 9번 국도와 중복되는 구간 (시마네현 고쓰시·와타즈초 교차로 ~ 하마다시·도노마치 교차로)

## 역사
- 1953년 (쇼와 28년) 5월 18일 : 2급 국도 186호 히로시마 하마다선(히로시마시 ~ 하마다시)으로 지정 시행
- 1965년 (쇼와 40년) 4월 1일 : 1, 2급 등의 구분을 없애고 일반 국도 186호선으로 전환
- 1970년 (쇼와 63년) 7월 19일 : 기종점을 서로 바꾸고, 기점을 오쓰시에, 종점 역시 오타케시로 각각 변경하며, 일반 국도 186호선이 고쓰~오타케선으로 지정 시행

## 노선 개황

### 중복 구간
- 9번 국도 (시마네현 고쓰시·와타즈초 교차로 ~ 하마다시·도노마치 교차로)
- 191번 국도 (히로시마현 야마가타군 아키오타정·야마자키 교차로 ~ 도고우치IC 입구 교차로)
- 434번 국도 (히로시마현 야마가타군 아키오타정 가케 ~ 하쓰카이치시 이이노야마)
- 488번 국도 (히로시마현 하쓰카이치시·요시와 우편국앞 교차로 ~ 하쓰카이치시 요시와)

### 미치노에키
- 슈퍼 라칸(일본어판)

### 교통량
- 24시간 교통량을 기준으로 산출되며, 대당 통행량 수가 있다. (도로교통 센서스 통계)

| 관측 지점                 | 헤이세이 22년 (2010년) |
| ------------------------- | ---------------------- |
| 기타히로시마정 가와코다   | 02,583                 |
| 아키오타정 가케           | 01,159                 |
| 아키오타정 시모토노고우치 | 04,279                 |
| 아키오타정 나카쓰쓰가     | 01,864                 |
| 하쓰카이치시 구리스 115-1 | 01,825                 |
| 오타케시 마에이이타니     | 03,504                 |
| 오타케시 유미 2초메       | 11,124                 |

(출처：「平成22年度道路交通センサス」(국토교통성 홈페이지)의 일부 정보를 발췌하여 작성)

## 지리

### 통과하는 지자체
- 시마네현
  - 고쓰시 - 하마다시
- 히로시마현
  - 야마가타군 (기타히로시마정 - 아키오타정) - 하쓰카이치시 - 오타케시

### 통과하는 도로
고속도로
- 주고쿠 자동차도

국도
- 9번 국도
- 191번 국도(일본어판)
- 434번 국도(일본어판)
- 488번 국도(일본어판)
- 2번 국도